# Khu công nghiệp Long Hậu

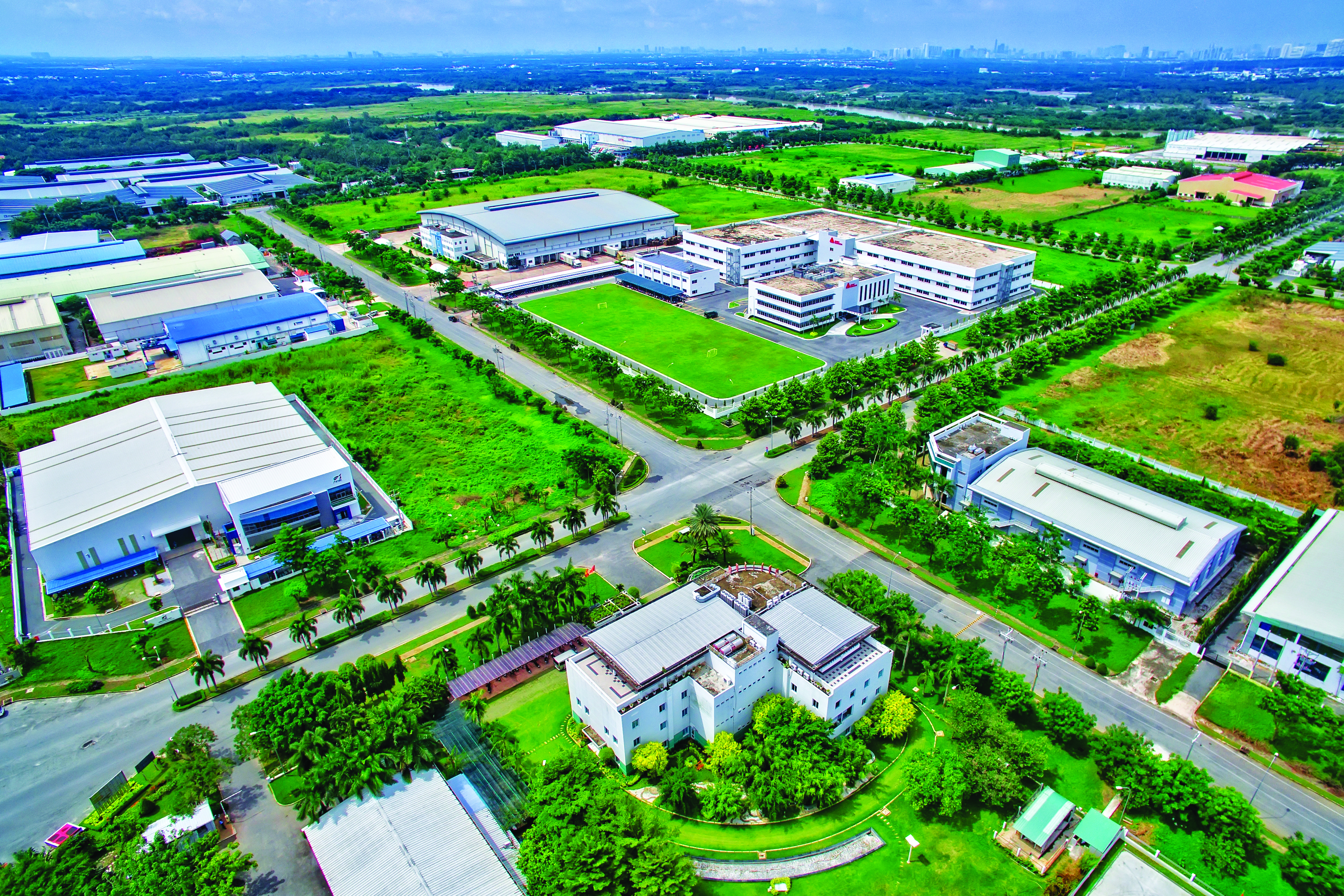
Khu công nghiệp Long Hậu (Cần Giuộc, Long An)

Khu công nghiệp Long Hậu (tên tiếng Anh: Long Hau Industrial Park) là một khu công nghiệp tại tỉnh Long An được thành lập theo Quyết định số 1107/QĐ - TTg, ngày 21/08/2006 của Thủ tướng Chính phủ và giấy Chứng nhận Đầu tư số 50221000001 do Ban Quản lý Khu kinh tế tỉnh Long An (LAEZA) cấp ngày 03/05/2007.

## Tổng quan

### Vị trí địa lý
Khu công nghiệp Long Hậu thuộc xã Long Hậu, huyện Cần Giuộc, tỉnh Long An.
- Phía Bắc giáp Thành phố Hồ Chí Minh theo trục đường Bắc – Nam (đường Nguyễn Hữu Thọ). Phía Đông giáp Cảng SPTC, Cảng Sài Gòn – Hiệp Phước, Cảng Tân Cảng Hiệp Phước (đường Long Hậu – Hiệp Phước).
- Cách khu cảng Hiệp Phước 3 km, khu cảng hiện có các cảng Trung Tâm Sài Gòn (SPCT) tiếp nhận tàu có tải trọng 54.000 tấn.
- Cách Phú Mỹ Hưng 12 km
- Cách Chợ Bến Thành (Sài Gòn) 19 km
- Cách sân bay quốc tế Tân Sơn Nhất 25 km
- Cách sân bay quốc tế Long Thành (2020) 35 km

### Điều kiện tự nhiên
- Đồng bằng phù sa, thấp dần từ Tây sang Đông.
- Mức nước dưới mặt đất: cách mặt đất 200m.
- Mức ổn định nứt gãy bề mặt: ổn định.
- Điều kiện thời tiết: Long An nằm trong vùng nhiệt đới gió mùa, cận xích đạo, nhiệt độ cao đều trong năm, có hai mùa mưa - nắng rõ ràng. Nhiệt độ bình quân năm là 27,50 độ C.

## Cơ cấu sử dụng đất
85% diện tích đất cho thuê đã được lấp đầy

#### Khu hiện hữu: 137,02ha
- Đất công nghiệp: 132,73ha
- Đất nhà máy: 91,70ha
- Đất công trình hành chính, dịch vụ: 4.47ha
- Đất các khu kỹ thuật: 2,12ha
- Đất cây xanh: 22,14ha
- Đất giao thông: 12,30ha

#### Khu mở rộng: 108,48ha
- Đất công nghiệp: 82,51ha
- Đất nhà máy,: 81,41ha
- Đất công trình hành chính, dịch vụ: 1,10ha
- Đất các khu kỹ thuật: 1,12ha
- Đất cây xanh: 11,07ha
- Đất giao thông: 13,78ha
- Đất giao thông đối ngoại: 4,29ha

#### Khu công nghiệp Long Hậu 3 (dự kiến): 123,98ha
- Đất xây dựng xí nghiệp công nghiệp: 88,37ha
- Đất trung tâm điều hành dịch vụ: 2,5ha
- Đất cây xanh:16,12ha
- Đất đầu mối hạ tầng kỹ thuật: 1,32ha
- Mặt nước: 0,4ha

## Cơ sở hạ tầng kỹ thuật thiết yếu
- Văn phòng Hải Quan
- Khu lưu trú dành cho công nhân và chuyên gia
- An ninh (Đồn công an rộng 2,000 m2 và lực lượng bảo vệ riêng)
- Phòng khám đa khoa
- Siêu thị mini tiện ích
- Dịch vụ giải trí
- Trường mầm non
- Phòng cháy chữa cháy
- Ngân hàng
- Nhà hàng
- Khu thể thao giải trí

### Hệ thống giao thông

#### Hệ thống giao thông đường bộ:
Nối liền với Thành phố Hồ Chí Minh theo trục đường Nguyễn Hữu Thọ (Bắc – Nam) quy mô 10 làn xe.
Mạng lưới giao thông được quy hoạch liên kết với các vùng miền qua:
- Quốc lộ 1 đi các tỉnh Miền Tây – Sài Gòn – Trung Lương.
- Long Hậu – Tân Tập – Quốc lộ 50 đi Miền Tây.
- Cầu Phú Mỹ đi các tỉnh Miền Đông.
- Hệ thống đường vành đai 4 Thành phố Hồ Chí Minh - tuyến cao tốc liên vùng phía Nam.
- Hệ thống cao tốc Bến Lức – Long Thành

#### Hệ thống giao thông đường thủy:
- Tiếp giáp với hệ thống cảng biển nước sâu Thành phố Hồ Chí Minh trong đó có Cảng Container Trung Tâm Sài Gòn (SPCT) tiếp nhận tàu có tải trọng 54.000 tấn.
- Cảng Sài gòn Hiệp Phước: tiếp nhận tàu 50.000 tấn.
- Cảng Tân Cảng Hiệp Phước: tiếp nhận tàu 40.000 tấn.
- Cảng sông Kinh nằm bên trong khu công nghiệp cho phép tiếp nhận tàu 1.000 tấn và xà lan 2.000 tấn, giúp đáp ứng nhu cầu vận chuyển đường thủy của các doanh nghiệp trong khu công nghiệp Long Hậu với chi phí thấp. Với chiều rộng trung bình 130m, độ sâu luồng từ 6,8m – 10,3m, sông Kinh kết nối với hệ thống giao thông thủy quan trọng nhất của TP. Hồ Chí Minh: Sài Gòn – Nhà Bè – các tỉnh miền Tây – miền Đông – Biển Đông.

### Hệ thống thoát nước thải
- Nhà máy xử lý nước thải tập trung với diện tích 10.000 m² có nhiệm vụ xử lý nước thải đã được làm sạch sơ bộ từ các cơ sở sản xuất hoạt động trong khu công nghiệp Long Hậu. Tổng công suất xử lý của nhà máy là 5.000 m³/ngày, và được xây dựng làm hai giai đoạn – giai đoạn 1 có công suất thiết kế 2000 m³/ngày và giai đoạn 2 đang trong quá trình hoàn thiện.

### Hệ thống cấp nước
Sử dụng 2 nguồn nước:
- Nhà máy nước ngầm Long Hậu, công suất 10.000m³/ngày đêm
- Hệ thống cấp nước TP. Hồ Chí Minh, công suất 15.000m³/ngày đêm. Chất lượng nước: theo tiêu chuẩn Việt Nam (TCXD 33:2006)

### Hệ thống cấp điện
Phương án cấp điện cho KCNC là xây dựng trạm 110/22kV Hòa Liên, quy mô công suất 2x63MVA. Dự kiến năm 2015 sẽ đưa vào vận hành trước 01 máy biến áp 63MVA. Đường dây 110kV mạch kép cấp điện cho trạm sẽ đấu nối chuyển tiếp trên mạch đường dây 110kV Hòa Khánh - Hầm Hải Vân.

### Hệ thống thông tin liên lạc
Hợp tác với Công ty Điện thoại Đông Thành phố Hồ Chí Minh (đầu số 08). Hệ thống số điện thoại theo đầu số của TP.Hồ Chí Minh, với hai giải pháp truyền cho cáp hữu tuyến đồng và cáp quang, đảm bảo cho thông tin liên lạc luôn được thông suốt, giảm thiểu chi phí.

## Lĩnh vực thu hút đầu tư
1. Chế biến thực phẩm, thủy hải sản
2. Nhóm các ngành công nghiệp hỗ trợ
3. Kho vận, logistic
4. Nhóm các mặt hàng công nghệ cao, R&D
5. Nhóm các mặt hàng lắp ráp cơ khí, cơ khí chính xác, máy móc. thiết bị
6. Sản xuất vật liệu xây dựng: loại trừ sản xuất xi măng; đúc, luyện sắt thép, gang
7. Sản xuất, gia công chế biến một số loại hóa chất ít độc hại
8. Sản xuất gia công các sản phẩm từ gỗ, tre, nứa.
9. In ấn bao bì và các dịch vụ liên quan (không bao gồm sản xuất mực in).
10. Hàng tiêu dùng

## Chính sách ưu đãi đầu tư

### Ưu đãi về thuế thu nhập doanh nghiệp
- Miễn thuế thu nhập doanh nghiệp 2 năm đầu, giảm 50% thuế thu nhập doanh nghiệp cho 4 năm tiếp theo.

## Hỗ trợ nhà đầu tư
Khu công nghiệp Long Hậu có Trung tâm dịch vụ khách hàng sẵn sàng hỗ trợ và đáp ứng nhu cầu của các doanh nghiệp:
- Chứng nhận đầu tư
- Thành lập doanh nghiệp
- Tuyển dụng và đào tạo
- Tư vấn môi trường
- Tư vấn pháp luật
- Văn phòng chia sẻ
- Dịch vụ công nghệ thông tin
- Cho thuê phòng họp
- Cho thuê xe đưa đón nhân viên

## Chủ đầu tư
Công ty Cổ phần Long Hậu là chủ đầu tư dự án: khu công nghiệp Long Hậu, khu công nghiệp Long Hậu mở rộng, khu công nghiệp Long Hậu 3, khu nhà xưởng Công nghệ cao Long Hậu - Đà Nẵng tại Khu Công nghệ cao Đà Nẵng.
Công ty CP Long Hậu do Công ty TNHH MTV Phát triển Công nghiệp Tân Thuận (IPC) sáng lập cùng với Công ty CP Việt Âu. IPC đã có kinh nghiệm phát triển khu chế xuất Tân Thuận, đây là khu chế xuất đầu tiên của Việt Nam, cùng với các khu công nghiệp khác như Hiệp Phước, Linh Trung, Cát Lái.
Công ty CP Long Hậu đã niêm yết trên sàn chứng khoán Thành phố Hồ Chí Minh (HOSE) với mã chứng khoán LHG.
- Địa chỉ: Ấp 3, xã Long Hậu, huyện Cần Giuộc, tỉnh Long An
- Điện thoại: (028) 3781 8929 – Fax: (028) 3781 8940
- Mã số thuế: 1100727545
- Bản đồ: https://www.google.com/maps?cid=105749476231348623&authuser=3

## Thông tin tham khảo
1. Quyết định số 1107/QĐ - TTg, ngày 21/08/2006 của Thủ tướng Chính phủ. Cổng Thông tin điện tử Chính phủ. Truy cập ngày 10 tháng 10 năm 2019
2. Cổng thông tin xúc tiến đầu tư các khu công nghiệp tỉnh Long An. Truy cập ngày 10 tháng 10 năm 2019